# Delphinus von Bordeaux
Delphinus von Bordeaux († um 401/404) ist der erste gesicherte Bischof von Bordeaux.
Delphinus (der Name bedeutet „aus Delphi stammend“) wird in mehreren spätantiken Werken erwähnt: Sulpicius Severus nennt ihn in seiner Weltgeschichte (Chronicorum Libri duo oder Historia sacra), Paulinus von Nola korrespondierte mit ihm (Epistulae), ebenso wie Ambrosius von Mailand. Prosper Tiro von Aquitanien führt ihn in seiner Chronik (Epitoma chronicorum) an.
Delphinus war spätestens im Jahr 380 Bischof von Burdigala (Bordeaux), da er in diesem Amt an der Synode von Saragossa teilnahm. Er förderte die Christianisierung seiner Diözese auf Grundlage der katholischen Lehre im westgotischen Reich, dessen Könige dem Arianismus anhingen. Er saß dem Konzil von Bordeaux im Jahr 384 vor und taufte um 389 Paulinus, der später Bischof von Nola wurde. Sein Ruf überstieg bei weitem die Grenzen seiner Diözese. Er war mit Phoepadius, Bischof von Agen, befreundet, der ebenfalls in der arianischen Krise den Katholizismus verteidigte, und korrespondierte regelmäßig mit Ambrosius von Mailand. Sein Nachfolger in Bordeaux wurde der heilige Amandus.
Sein Gedenktag ist der 24. Dezember.